# Toyota Corolla E70
La Toyota Corolla E70 è la quarta generazione dell'omonima vettura, prodotta da Toyota dal marzo 1979 al luglio 1987 (solo la versione familiare).

## Storia e caratteristiche
Questa generazione si distingue dalle precedenti, oltre che per lo stile, anche per le dimensioni maggiori. La versione familiare, dopo un restyling ricevuto nel 1984, è rimasta in listino anche per tutta la durata della generazione E80 che ha invece sostituito la versione berlina.
Nel febbraio 1983, un esemplare della serie E70 ha segnato il superamento del traguardo del primo milione di Corolla vendute, e si è avuta un'edizione limitata del modello per il suo festeggiamento.